# Limenitidini
De Limenitidini zijn een geslachtengroep van vlinders uit de familie Nymphalidae.

## Geslachten
- Limenitis Fabricius, 1807
- Adelpha Hübner, 1819
- Athyma Westwood, 1850
- Auzakia Moore, 1898
- Cymothoe Hübner, 1819
- Harma Doubleday, 1848
- Kumothales Overlaet, 1940
- Lamasia Moore, 1898
- Lebadea Felder, 1861
- Lelecella Hemming, 1939
- Litinga Moore, 1898
- Moduza Moore, 1881
- Pandita Moore, 1857
- Parasarpa Moore, 1898
- Patsuia Moore, 1898
- Pseudacraea Westwood, 1850
- Pseudoneptis Snellen, 1882
- Sumalia Moore, 1898
- Tarattia Moore, 1898